# (1614) Goldschmidt
(1614) Goldschmidt es un asteroide que forma parte del cinturón de asteroides y fue descubierto por Alfred Schmitt el 18 de abril de 1952 desde el Real Observatorio de Bélgica, Uccle.

## Designación y nombre
Goldschmidt recibió inicialmente la designación de 1952 HA.
Más tarde se nombró en honor del astrónomo aficionado francés de origen alemán Hermann Goldschmidt (1802-1866), descubridor de catorce asteroides entre 1852 y 1861.

## Características orbitales
Goldschmidt está situado a una distancia media del Sol de 2,997 ua, pudiendo acercarse hasta 2,785 ua. Su inclinación orbital es 14,07° y la excentricidad 0,07059. Emplea en completar una órbita alrededor del Sol 1895 días.